# موزر الکترونیکس
موزر الکترونیکس (انگلیسی: Mouser Electronics) شرکت الکترونیک آمریکایی است، که در سال ۱۹۶۴ تأسیس شد.